# یواس‌اس ماهان (دی‌دی‌جی-۴۲)
یواس‌اس ماهان (دی‌دی‌جی-۴۲) (به انگلیسی: USS Mahan (DDG-42)) یک کشتی بود که طول آن ۵۱۲٫۵ فوت (۱۵۶٫۲ متر) بود. این کشتی در سال ۱۹۵۹ ساخته شد.